# Yves Paccalet
Yves Paccalet, né le 15 novembre 1945 dans le hameau de Tincave (commune de Bozel), en Savoie, est un écrivain, philosophe, journaliste et naturaliste français. Collaborateur du commandant Cousteau de 1972 à 1990, il a été élu conseiller régional de Savoie en 2010 pour Europe Écologie Les Verts, mais quitte le parti en 2013 à la suite de nombreux désaccords avec l'échelon national.

## Biographie

### Études
Fils de paysan, Yves Paccalet entre en section enfantine à l'école de Tincave en 1949, puis en 1965 à l'École normale supérieure de Saint-Cloud, section « philosophie », dont il ressort diplômé.

### Activité avec l'équipe Cousteau
À partir de 1972 et jusqu'en 1990, il participe aux expéditions du commandant Cousteau. Il publie de nombreux ouvrages en collaboration avec l'océanographe, et lance avec lui, en 1981, la Fondation Cousteau.

### Activité dans la presse
Il assure pendant plus de dix ans les rubriques « Sentiers sauvages » et « Humeurs sauvages » du magazine Terre sauvage, collabore à Géo Magazine, au Figaro Magazine, au Nouvel Observateur. À la radio, en 2001-2002, il raconte les mystères de l'univers et de la vie sur Europe 1. À la télévision, il présente avec Priscilla Telmon, la collection documentaire Le Sens de la marche, sur France 5, en 2005. Il est intervenu également comme invité dans l'émission de vulgarisation Va savoir présentée par Gérard Klein. Sur France 5, il participe, en fonction du sujet, aux débats de l'émission C dans l'air, présentée, entre autres, par Yves Calvi.
Yves Paccalet a été président de Green Cross France de 2006 jusqu'à sa démission en août 2008.

### Activité en tant qu'auteur
Il est auteur de plus de soixante-dix ouvrages dont L'Humanité disparaîtra, bon débarras ! (2006), plaidoyer contre la politique de croissance sans limites, responsable selon lui de l'épuisement de la planète et, à court terme, du risque de disparition de l'espèce humaine dans la violence la plus extrême. En 2009, il publie le premier volume de son ouvrage philosophique majeur, dans lequel il jette les bases de son « matérialisme poétique » et de son « matérialisme ironique » : Le Grand Roman de la vie.

### Engagement politique et écologiste
Il conduit la liste Europe Écologie en Savoie pour les élections régionales de 2010, après avoir pourtant déclaré quelques semaines plus tôt que « Pour les Verts (Europe Écologie), je n'existe pas non plus : personne, dans leurs rangs, n'a jamais été intéressé par ce que je sais et fais depuis plus de trente ans ; aucun contact, pas le moindre coup de téléphone ou le plus modeste e-mail : ils se disputent les places comme les autres. ». Cela ne l'empêche pas de se présenter à nouveau à des élections locales : il est le candidat d'Europe Écologie Les Verts au scrutin cantonal de mars 2011, dans le canton de Bozel où il est né et où il réside. Sur le fond, comme il le souligne devant la presse, il estime à présent nécessaire de « rejoindre sa famille écologiste », afin de mener, au niveau régional, les combats urgents pour la survie de l'humanité, et qu'il a décrits dans Sortie de secours (2007) : lutte contre le réchauffement climatique, économies d'énergie et de matières premières, préservation de la biodiversité, bataille contre les pollutions de toutes sortes, agriculture « bio » contre les pesticides et les engrais chimiques, tourisme responsable, transports en commun efficaces, meilleure répartition des ressources pour assurer la paix, fourniture d'eau potable, d'aliments et d'éducation aux plus pauvres… Contre le rêve de la croissance matérielle pour tous qui, selon lui, n'arrivera jamais sur une petite planète de plus en plus peuplée, il prône ce qu'il appelle ses « trois utopies pour le XXIe siècle » : l'une politique (les « États-Unis du Monde »), l'autre sociale et économique (le « partage »), la troisième philosophique et morale (la « philosophie du peu »).
En janvier 2012, Yves Paccalet rejoint les militants anti-corrida en intégrant le comité d'honneur de la FLAC (Fédération des luttes pour l'Abolition des corridas).
En octobre 2013, il annonce quitter Europe Écologie Les Verts à la suite de la « guerre des égos » et à la « stratégie floue » du parti. En novembre 2014, il quitte le groupe Europe Écologie Les Verts à la Région Rhône-Alpes en déplorant que son ancien parti « se soit [mis] au service d'un petit nombre de dirigeants opportunistes et arrivistes », et que « l'essentiel des prises de position et du militantisme actuel consiste à plagier Mélenchon, le Front de gauche et des mouvements gauchistes ». Il rejoint ensuite le groupe socialiste.

## Publications
(liste non exhaustive)
- Herbiers des provinces de France, Tchou Éditeur, 1974
- Une brève (?) saison en enfer : dossier du nucléaire, Phébus, 1976
- Saumons, castors et loutres (en collaboration avec Jacques-Yves Cousteau), Flammarion, 1978
- La Vie au bout du monde (en collaboration avec Jacques-Yves Cousteau), Flammarion, 1979
- Les Surprises de la mer (en collaboration avec Jacques-Yves Cousteau), Flammarion, 1980
- Flore méditerranéenne, Hatier, 1981
- A la recherche de l'Atlantide (en collaboration avec Jacques-Yves Cousteau), Flammarion, 1981
- Le Destin du Nil (en collaboration avec Jacques-Yves Cousteau), Flammarion, 1982
- Fortunes de mer (en collaboration avec Jacques-Yves Cousteau), Flammarion, 1983
- Du Grand large aux Grands Lacs (en collaboration avec Jacques-Yves Cousteau), Flammarion, 1985
- La Planète des baleines (en collaboration avec Jacques-Yves Cousteau), Robert Laffont, 1986
- La Mer blessée (en collaboration avec Jacques-Yves Cousteau), Flammarion, 1987
- La Mer de Cortez (en collaboration avec Jacques-Yves Cousteau), Flammarion, 1988
- Missions Pacifique (en collaboration avec Jacques-Yves Cousteau), Robert Laffont, 1989
- Cap Horn à la Turbovoile (en collaboration avec Jacques-Yves Cousteau), Flammarion, 1989
- Les Grands fleuves (en collaboration avec Jacques-Yves Cousteau), Éditions Robert Laffont, 1989
- La Grande Barrière de corail (en collaboration avec Jacques-Yves Cousteau), Flammarion, 1990
- Les Iles du Pacifique (en collaboration avec Jacques-Yves Cousteau), Flammarion, 1990
- Capitaine de la Calypso (en collaboration avec Albert Falco), Robert Laffont, 1990
- Secrets de corail (photographies de Sophie de Wilde), Atlas, 1990
- Lions de mer (photographies de Sophie de Wilde), Atlas, 1991
- La Terre et la vie, Larousse, 1991
- Baleines (photographies de François Gohier), Atlas, 1992
- L'Odeur du soleil dans l'herbe, journal de nature, Robert Laffont, 1992
- Humeurs sauvages, Seghers, 1993
- Méditerranée, le miracle de la mer (photographies de Sophie de Wilde), Atlas, 1993
- La Mer et la Vie, Chronique de la mer des origines au XXIe siècle, Larousse, 1994
- Le Monde des dauphins (en collaboration avec Jacques-Yves Cousteau), Robert Laffont, 1995
- Auguste Piccard, professeur de rêve, Éditions Glénat, 1997
- Jacques-Yves Cousteau : dans l'océan de la vie : biographie, Paris, Jean-Claude Lattès, 1997, 547 p., 23 cm (ISBN 2-7096-1830-3).
- Requins, innocents sauvages (en collaboration avec Jacques-Yves Cousteau), Robert Laffont, 1997
- L'azur ! L'azur !, Jean-Claude Lattès, 1998
- L'Enchantement des fleurs sauvages, Jean-Claude Lattès, 1998
- Pays de Savoie, 14 itinéraires en Savoie et Haute-Savoie, Ouest-France, 1999
- Charente-Maritime, de la mer à la vigne, FFRP, 1999
- Australie, le cinquième continent (photographies de Stanislas Fautré), Arthaud, 2000
- Le Bonheur en marchant, Jean-Claude Lattès, 2000
- Mes plus belles balades en France : 100 itinéraires sauvages, Jean-Claude Lattès, 2001
- Kamtchatka, la terre des origines, Jean-Claude Lattès, 2002
- Le Bonheur sous la mer (photographies de Sophie De Wilde), Éditions du Chêne, 2002
- L'Archipel de Riou, Actes Sud, Collection Conservatoire Du Littoral, 2002
- La France des légendes (photographies de Stanislas Fautré), Flammarion, 2002
- La Vie secrète des dauphins, L'Archipel, 2002
- La Vie secrète des requins, L'Archipel, 2003
- Portraits de plantes (photographies de Gilles Mermet), Presses de la Renaissance, 2003
- Soigner l'homme, soigner la Terre (en collaboration avec Michel Chast), Jean-Claude Lattès, 2003
- L'École de la nature, Hoëbeke, 2004
- Mystères et légendes de la mer, Arthaud, 2004
- Voyage au pays des montagnes, L'Archipel, 2004
- Voyage au pays des fleurs, L'Archipel, 2005
- Extrême Sud, périples antarctiques (photographies de Patrick De Wilde), Flammarion, 2005
- Forêts de légende, Flammarion, 2005
- Méditerranée : mémoires de la Grande Bleue (photographies de Sophie De Wilde), Atlas, 2006
- Voyage au pays des mers, L'Archipel, 2006
- L'Humanité disparaîtra, bon débarras !, Arthaud, 2006
- Le Peuple des royaumes obscurs (en collaboration avec Guillaume Mazille), Castor & Pollux, 2006
- Les Plus Beaux Sentiers de montagne, Kubik Éditions, 2006
- Sortie de secours, Arthaud, 2007
- Vocation nature (en collaboration avec Chanee et Muriel Robin), Arthaud, 2007
- Samivel, l'âme du monde (en collaboration avec Jean-Pierre Coutaz, Erica Deuber-Zeigler, Yves Frémion), Hoëbeke, 2007
- Atlantide, rêve et cauchemar, Arthaud, 2008
- Herbier de France, Place des Victoires, 2009, rééd. des Herbiers des provinces de France, Tchou Éditeur, 1974
- Le Grand Roman de la vie, JC Lattès, 2009
- Légumes oubliés d'hier et d'aujourd'hui, avec Kathleen Paccalet (photographies de Marc Dantan), Hoëbeke, 2009
- Sénégal, Sine-Saloum, la forêt de l'océan (photographies de Frédérick Vézia), La Martinière, 2009
- Minimonstres, chefs-d'œuvre de biodiversité (photographies de Patrick Landmann), Éditions Jean di Sciullo, 2009
- Quatre saisons en France (photographies de Stanislas Fautré), Glénat, 2009
- Les Dauphins (photographies de Gérard Soury), La Martinière, 2010
- Trompe-l'œil (photographies de Gilles Mermet), La Martinière, 2010
- Dictionnaire énervé de l'écologie, les Mots pour le pire, collection Petit dictionnaire énervé, L'Opportun, 2010
- Partageons ! L'utopie ou la guerre, entretiens avec Gilles Vanderpooten,Éditions de l'Aube, 2011
- Les Deux mamelles du bonheur, conte cruel, Arthaud, 2011
- Je pense… Je rumine… Pis alors ? La civilisation de la vache, Photographies de Gérard Benoît à la Guillaume, Castor & Pollux, 2011
- Éloge des mangeurs d'hommes - Loups, ours, requin... sauvons-les, Arthaud, 2014

Collection L'Aventure de l'équipe Cousteau en bandes dessinées, Robert Laffont, dessins de Dominique Sérafini :
- La Jungle du corail, 1985
- L'Île aux requins, 1985
- Le Galion englouti, 1986
- Les Pièges de la mer, 1986
- Les Lions de la Calypso, 1987

Collection Les Princes de la nature, Bandes dessinées, Hélyode/Lefrancq, dessins de Gabriel Paccalet :
- Le Cachalot, prince de l'océan, 1991
- L'Eléphant, prince de la savane, 1992
- Le Dauphin, prince des vagues, 1993
- L'Ours, prince de la montagne, 1994
- Le Loup, prince du Grand Nord, 1996
- Le Dinosaure, prince de la préhistoire, 1997

## Adaptation théâtrale
- L'Humanité disparaîtra, bon débarras !, 2008, adaptation et mise en scène : Michel Boy, compagnie Théâtre 7[10]

## Distinction
- Prix Jacques-Lacroix 2003 de l'Académie française pour Le Bonheur sous la mer

## Décoration
- Chevalier de la Légion d'honneur (2008)[11].